# Anisomeridium stromaticum
Anisomeridium stromaticum är en lavart som beskrevs av R. C. Harris. Anisomeridium stromaticum ingår i släktet Anisomeridium och familjen Monoblastiaceae.   Inga underarter finns listade i Catalogue of Life.